# Tupper Lake
Tupper Lake är en kommun i Franklin County i delstaten New York i USA. Invånarna uppmättes 2010 till 5 971 i antalet. Fram till juli 2004 hette staden Altamont, ej att förväxla med Altamont i Albany County.

### Fotnoter
1. ↑  United States Census Bureau (red.), USA:s folkräkning 2020, läs online, läst: 1 januari 2022.[källa från Wikidata]
2. ↑  ”Community Facts” (på engelska). American Factfinder. 26 februari 2010. Arkiverad från originalet den 10 december 2014. https://web.archive.org/web/20141210041242/http://factfinder2.census.gov/faces/nav/jsf/pages/community_facts.xhtml. Läst 31 januari 2014.